# Colombe-lès-Vesoul
Colombe-lès-Vesoul település Franciaországban, Haute-Saône megyében. Lakosainak száma 480 fő (2022. január 1.). Colombe-lès-Vesoul Noroy-le-Bourg, Dampvalley-lès-Colombe, Frotey-lès-Vesoul, Quincey és Villers-le-Sec községekkel határos.

## Népesség
A település népességének változása:
| Lakosok száma | 500  | 487  | 468  | 490  | 460  | 459  | 459  | 464  | 477  | 480  |
|               | 2010 | 2013 | 2015 | 2016 | 2017 | 2018 | 2019 | 2020 | 2021 | 2022 |